# 1. Fußballclub Union Berlin 2006-2007
Questa voce raccoglie le informazioni riguardanti il 1. Fußballclub Union Berlin nelle competizioni ufficiali della stagione 2006-2007.

## Stagione
Nella stagione 2006-2007 l'Union Berlino, allenato da Christian Schreier, concluse il campionato di Regionalliga nord al 12º posto.

## Rosa
| N. |                     | Ruolo | Calciatore       |
| -- | ------------------- | ----- | ---------------- |
| 1  | Germania (bandiera) | P     | Jan Glinker      |
| 2  | Germania (bandiera) | A     | Markus Mätschke  |
| 3  | Germania (bandiera) | D     | Steven Ruprecht  |
| 4  | Germania (bandiera) | D     | Benjamin Koch    |
| 5  | Germania (bandiera) | D     | Christian Stuff  |
| 6  | Germania (bandiera) | C     | Ingo Wunderlich  |
| 7  | Germania (bandiera) | C     | Christian Streit |
| 8  | Germania (bandiera) | C     | Daniel Bauer     |
| 11 | Germania (bandiera) | C     | Guido Spork      |
| 12 | Germania (bandiera) | P     | Daniel Klose     |
| 13 | Germania (bandiera) | C     | Frank Kaiser     |
| 14 | Germania (bandiera) | C     | Sebastian Bönig  |

| N. |                     | Ruolo | Calciatore         |
| -- | ------------------- | ----- | ------------------ |
| 15 | Germania (bandiera) | D     | Daniel Göhlert     |
| 17 | Germania (bandiera) | C     | Torsten Mattuschka |
| 18 | Germania (bandiera) | D     | Daniel Schulz      |
| 20 | Germania (bandiera) | C     | Markus Zschiesche  |
| 21 | Croazia (bandiera)  | A     | Nenad Vuckovic     |
| 22 | Algeria (bandiera)  | A     | Karim Benyamina    |
| 23 | Germania (bandiera) | D     | Tim Ruttke         |
| 25 | Brasile (bandiera)  | A     | Daniel Teixeira    |
| 26 | Germania (bandiera) | D     | Andreas Biermann   |
| 27 | Germania (bandiera) | A     | Nico Patschinski   |
| 29 | Germania (bandiera) | D     | David Bergner      |
| 31 | Germania (bandiera) | P     | Michael Hinz       |

## Organigramma societario
Area tecnica
- Allenatore: Christian Schreier
- Allenatore in seconda: Holger Bahra
- Preparatore dei portieri: Holger Bahra
- Preparatori atletici:
- Analisi video:

## Calciomercato

### Sessione estiva
| Acquisti | Acquisti          | Acquisti          | Acquisti |
| R.       | Nome              | da                | Modalità |
| -------- | ----------------- | ----------------- | -------- |
| D        | Andreas Biermann  | Neuruppin         |          |
| D        | Daniel Göhlert    | Chemnitz          |          |
| A        | Nico Patschinski  | LR Ahlen          |          |
| C        | Christian Streit  | Lubecca           |          |
| D        | Christian Stuff   | Eintracht Treviri |          |
| C        | Markus Zschiesche | Neuruppin         |          |

| Cessioni | Cessioni          | Cessioni            | Cessioni |
| R.       | Nome              | a                   | Modalità |
| -------- | ----------------- | ------------------- | -------- |
| A        | Jack Grubert      | Babelsberg          |          |
| A        | Tobias Kurbjuweit | Union Berlino II    |          |
| A        | Yuzuru Okuyama    | Schönberg           |          |
| D        | Tom Persich       | Germania Schöneiche |          |

### Sessione invernale
| Acquisti | Acquisti       | Acquisti     | Acquisti |
| R.       | Nome           | da           | Modalità |
| -------- | -------------- | ------------ | -------- |
| A        | Nenad Vuckovic | TeBe Berlino |          |

| Cessioni | Cessioni         | Cessioni         | Cessioni |
| R.       | Nome             | a                | Modalità |
| -------- | ---------------- | ---------------- | -------- |
| A        | Salvatore Rogoli | Gütersloh        |          |
| C        | Nart Kovulmaz    | Union Berlino II |          |

## Risultati

### Regionalliga

#### Girone di andata
| Arbitro: | Schößling |

|  |           |                                              |
|  | Marcatori | 26’ Benyamina 35’ Wunderlich 82’ Patschinski |

| 9 agosto 2006 2ª giornata |  | – turno di riposo |  |  |

| Arbitro: | Schumacher |

|                   |           |  |
| Teixeira 17’, 20’ | Marcatori |  |

| Leverkusen 18 agosto 2006, ore 19:00 CEST 4ª giornata | Bayer Leverkusen II | 0 – 0 referto | Union Berlino | BayArena (1 133 spett.)\| Arbitro: \| Kunsleben \| |
| Arbitro:                                              | Kunsleben           |               |               |                                                    |

| Arbitro: | Fischer |

|                 |           |  |
| Patschinski 80’ | Marcatori |  |

| Amburgo 2 settembre 2006, ore 14:00 CEST 6ª giornata | St. Pauli | 0 – 0 referto | Union Berlino | Millerntor-Stadion (19 400 spett.)\| Arbitro: \| Gagelmann \| |
| Arbitro:                                             | Gagelmann |               |               |                                                               |

| Arbitro: | Dittrich |

|  |           |              |
|  | Marcatori | 63’ Hennings |

| Arbitro: | Fischer |

|  |           |                                   |
|  | Marcatori | 38’, 66’, 78’ Benyamina 63’ Bönig |

| Arbitro: | Wenkel |

|                                |           |            |
| Schulz 6’ Patschinski 29’, 90’ | Marcatori | 51’ Hammes |

| Arbitro: | Greth |

|  |           |               |
|  | Marcatori | 26’ Benyamina |

| Arbitro: | Kempter |

|                                 |           |                             |
| Benyamina 9’ Schäfer 88’ (aut.) | Marcatori | 44’ Menga 65’ (rig.) Cichon |

| Arbitro: | Fischer |

|                                   |           |           |
| Lambertz 29’ Langeneke 90’ (rig.) | Marcatori | 82’ Spork |

| Arbitro: | Schößling |

|                          |           |                                                              |
| Spork 34’ Wunderlich 60’ | Marcatori | 17’ (rig.) Bunjaku 29’ Kumbela 32’ Brunnemann 84’ Schnetzler |

| Arbitro: | Stark |

|                       |           |  |
| Vorbeck 10’ David 50’ | Marcatori |  |

| Arbitro: | Seemann |

|           |           |                              |
| Spork 55’ | Marcatori | 7’ Kukulies 56’ (rig.) Kubis |

| Arbitro: | Schriever |

|                        |           |                  |
| Kohlhaas 19’ Jerat 44’ | Marcatori | 58’ (rig.) Bönig |

| Arbitro: | Steinhaus-Webb |

|                    |           |  |
| Benyamina 45’, 89’ | Marcatori |  |

| Arbitro: | Fischer |

|  |           |             |
|  | Marcatori | 7’ Biermann |

| Arbitro: | Kinhöfer |

|  |           |                       |
|  | Marcatori | 29’ Harnik 60’ Polenz |

#### Girone di ritorno
| Arbitro: | Gagelmann |

|                      |           |                               |
| Schulz 63’ Stuff 89’ | Marcatori | 37’ (rig.) Müller 61’ Boateng |

| 10 febbraio 2007 21ª giornata |  | – turno di riposo |  |  |

| Wilhelmshaven 16 febbraio 2007, ore 19:30 CET 22ª giornata | Wilhelmshaven | 0 – 0 referto | Union Berlino | Jadestadion (1 083 spett.)\| Arbitro: \| Winkmann \| |
| Arbitro:                                                   | Winkmann      |               |               |                                                      |

| Arbitro: | Henschel |

|                                                       |           |  |
| Schulz 3’ Patschinski 10’ Vuckovic 35’ Zschiesche 40’ | Marcatori |  |

| Arbitro: | Kuhl |

|                         |           |               |
| Celikovic 27’ Altın 47’ | Marcatori | 59’ Benyamina |

| Arbitro: | Schriever |

|                      |           |  |
| Patschinski 81’, 84’ | Marcatori |  |

| Amburgo 17 marzo 2007, ore 14:00 CET 26ª giornata | Amburgo II | 0 – 0 referto | Union Berlino | AOL Arena (1 500 spett.)\| Arbitro: \| Schumacher \| |
| Arbitro:                                          | Schumacher |               |               |                                                      |

| Arbitro: | Winkmann |

|  |           |                        |
|  | Marcatori | 62’ Guščinas 82’ Hasse |

| Arbitro: | Thielert |

|  |           |                                       |
|  | Marcatori | 53’ Schulz 66’ Benyamina 88’ Teixeira |

| Arbitro: | Schößling |

|              |           |            |
| Teixeira 89’ | Marcatori | 51’ Toborg |

| Arbitro: | Drees |

|              |           |  |
| Chitsulo 53’ | Marcatori |  |

| Arbitro: | Schriever |

|              |           |  |
| Biermann 60’ | Marcatori |  |

| Arbitro: | Trautmann |

|                |           |  |
| Schnetzler 64’ | Marcatori |  |

| Arbitro: | Rafati |

|                           |           |            |
| Patschinski 16’ Bönig 44’ | Marcatori | 73’ Koejoe |

| Arbitro: | Schößling |

|                                     |           |            |
| Manai 63’ Kullmann 69’ Kukulies 85’ | Marcatori | 50’ Schulz |

| Arbitro: | Grudzinski |

|  |           |                                   |
|  | Marcatori | 64’, 81’ Rietpietsch 67’ Bölstler |

| Arbitro: | Dittrich |

|                 |           |                 |
| Omerbegović 40’ | Marcatori | 54’ Patschinski |

| Arbitro: | Thielert |

|                     |           |           |
| Teixeira 49’ (rig.) | Marcatori | 7’ Kullig |

| Arbitro: | Schriever |

|                             |           |                         |
| Heider 27’, 60’ Artmann 32’ | Marcatori | 10’ Stuff 35’ Benyamina |

## Statistiche

### Statistiche di squadra
| Competizione      | Punti | In casa | In casa | In casa | In casa | In casa | In casa | In trasferta | In trasferta | In trasferta | In trasferta | In trasferta | In trasferta | Totale | Totale | Totale | Totale | Totale | Totale | DR |
| Competizione      | Punti | G       | V       | N       | P       | Gf      | Gs      | G            | V            | N            | P            | Gf           | Gs           | G      | V      | N      | P      | Gf     | Gs     | DR |
| ----------------- | ----- | ------- | ------- | ------- | ------- | ------- | ------- | ------------ | ------------ | ------------ | ------------ | ------------ | ------------ | ------ | ------ | ------ | ------ | ------ | ------ | -- |
| Regionalliga nord | 48    | 18      | 8       | 4       | 6       | 26      | 22      | 18           | 5            | 5            | 8            | 19           | 17           | 36     | 13     | 9      | 14     | 45     | 39     | +6 |
| Totale            | 48    | 18      | 8       | 4       | 6       | 26      | 22      | 18           | 5            | 5            | 8            | 19           | 17           | 36     | 13     | 9      | 14     | 45     | 39     | +6 |

### Andamento in campionato
| Giornata  | 1 | 2 | 3 | 4 | 5 | 6 | 7 | 8 | 9 | 10 | 11 | 12 | 13 | 14 | 15 | 16 | 17 | 18 | 19 | 20 | 21 | 22 | 23 | 24 | 25 | 26 | 27 | 28 | 29 | 30 | 31 | 32 | 33 | 34 | 35 | 36 | 37 | 38 |
| --------- | - | - | - | - | - | - | - | - | - | -- | -- | -- | -- | -- | -- | -- | -- | -- | -- | -- | -- | -- | -- | -- | -- | -- | -- | -- | -- | -- | -- | -- | -- | -- | -- | -- | -- | -- |
| Luogo     | T |   | C | T | C | T | C | T | C | T  | C  | T  | C  | T  | C  | T  | C  | T  | C  | C  |    | T  | C  | T  | C  | T  | C  | T  | C  | T  | C  | T  | C  | T  | C  | T  | C  | T  |
| Risultato | V |   | V | N | V | N | P | V | V | V  | N  | P  | P  | P  | P  | P  | V  | V  | P  | N  |    | N  | V  | P  | V  | N  | P  | V  | N  | P  | V  | P  | V  | P  | P  | N  | N  | P  |
| Posizione | 2 | 7 | 5 | 5 | 2 | 3 | 7 | 3 | 1 | 1  | 1  | 1  | 5  | 9  | 10 | 10 | 8  | 6  | 9  | 11 | 12 | 12 | 11 | 13 | 10 | 10 | 12 | 9  | 11 | 11 | 9  | 10 | 8  | 10 | 10 | 11 | 10 | 12 |

Legenda:

Luogo: C = Casa; T = Trasferta. Risultato: V = Vittoria; N = Pareggio; P = Sconfitta.

### Statistiche dei giocatori
| D. Bauer       | 10 | 0  | 5  | 0 |
| K. Benyamina   | 35 | 11 | 5  | 0 |
| D. Bergner     | 30 | 0  | 3  | 1 |
| A. Biermann    | 29 | 2  | 2  | 0 |
| S. Bönig       | 32 | 3  | 12 | 1 |
| J. Glinker     | 32 | 0  | 0  | 0 |
| D. Göhlert     | 22 | 0  | 6  | 1 |
| M. Hinz        | 4  | 0  | 0  | 0 |
| F. Kaiser      | 9  | 0  | 2  | 0 |
| D. Klose       | 0  | 0  | 0  | 0 |
| B. Koch        | 0  | 0  | 0  | 0 |
| T. Mattuschka  | 17 | 0  | 2  | 0 |
| M. Mätschke    | 3  | 0  | 0  | 0 |
| N. Patschinski | 30 | 9  | 1  | 1 |
| S. Rogoli      | 8  | 0  | 0  | 0 |
| S. Ruprecht    | 13 | 0  | 1  | 0 |
| T. Ruttke      | 1  | 0  | 0  | 0 |
| D. Schulz      | 34 | 5  | 2  | 1 |
| G. Spork       | 23 | 3  | 6  | 0 |
| C. Streit      | 34 | 0  | 8  | 1 |
| C. Stuff       | 35 | 2  | 2  | 1 |
| D. Teixeira    | 23 | 5  | 2  | 0 |
| N. Vuckovic    | 8  | 1  | 0  | 0 |
| T. Weber       | 3  | 0  | 0  | 0 |
| I. Wunderlich  | 24 | 2  | 2  | 0 |
| M. Zschiesche  | 31 | 1  | 3  | 0 |